# Thompsoniana magnifica
Thompsoniana magnifica är en skalbaggsart som först beskrevs av Bates 1889.  Thompsoniana magnifica ingår i släktet Thompsoniana och familjen långhorningar. Inga underarter finns listade i Catalogue of Life.